# Enzo Lefort
Pour les articles homonymes, voir Lefort.
Enzo Lefort, né le 29 septembre 1991 à Cayenne, est un escrimeur français.
Il est membre de l'équipe de France de fleuret avec laquelle il est champion du monde en 2014, champion d'Europe en 2014, 2015, 2017, 2019 et 2024, médaillé d'argent aux Jeux olympiques de 2016, médaillé d'or aux Jeux olympiques de 2020 médaillé de bronze aux Jeux olympiques de 2024. En individuel, il est double champion du monde en 2019 et 2022.
Il évolue au Cercle d'escrime Melun Val de Seine et à l'Institut national du sport, de l'expertise et de la performance (INSEP). Il suit en parallèle des études de kinésithérapie et est devenu en 2014 médiateur social.

## Biographie

### Début de carrière
De parents originaires de la Guadeloupe, Enzo Lefort, après quelques années à Cayenne, part vivre en Guadeloupe à l’âge de 3 ans. Il commence l'escrime à 5 ans à Basse-Terre au moment même où Laura Flessel gagne les Jeux olympiques en 1996. Il progresse rapidement pour devenir plusieurs fois champion de Guadeloupe avant de partir dans l’hexagone au pôle espoir de Châtenay-Malabry. Après un rapide passage lors de la saison 2009-2010 au pôle espoir de Wattignies, Il intègre l'INSEP en 2010, ce qui lui permet d'entrer dans la cour des grands.
Il devient champion de France individuel junior en 2010 et une nouvelle fois en 2011. Il obtient également les mêmes années la médaille de bronze des mondiaux juniors par équipe.

### Carrière en équipe de France
Enzo Lefort en 2012 devient champion de France individuel et par équipe, ainsi que vice-champion d’Europe par équipe et est tout naturellement sélectionné pour les Jeux olympiques de Londres.
En 2013, il obtient la 3e place au championnat du monde de Budapest par équipe. L’année suivante, il se place quatre fois sur le podium des huit épreuves de la saison, 1er au CIP, 2d à Saint-Petersbourg et à Venise et 3e à la Havane. Il termine cette année numéro 2 du classement mondial et champion du monde par équipe. 
En 2015, il se classe 3e de la coupe du monde de Tokyo et de Paris et le titre de champion d'Europe par équipe à Montreux.
En 2016, Enzo Lefort obtient la 2e place au Challenge international de Bourg-la-Reine le 10 janvier. Il est en revanche éliminé dès les phases de poule lors du Challenge international de Paris (CIP) par l’Italien Luca Simoncelli. Il remporte en mars la médaille de Bronze au Championnat de France à Bourg-la-Reine. Au mois de mai, il obtient également le bronze par équipe au Grand Prix de Saint Petersburg mais en individuel, il s’incline en 32e de finale contre l’escrimeur égyptien Alaaeldin Mohamed El Sayed Abouelkassem. Au Grand Prix de Shanghai, Enzo Lefort est éliminé en 32e par l’Anglais James-Andrew Davis sur le score de 15 à 9. Les championnats d’Europe à Torun lui permettront de se relancer en atteignant les quarts de finale en individuel.
Il est médaillé d'argent au fleuret par équipe aux Jeux olympiques d'été de 2016. 
Lors des Championnats du monde d'escrime 2019, il est tête de série no 10 du tableau final, et bénéficie d'un tableau dégagé jusqu'aux demi-finales, affrontant des tireurs classés en dehors du top 16 mondial d'un bout à l'autre de la compétition, mais éliminant l'ex-champion du monde Dmitry Zherebchenko en demi-finale. En finale, il est opposé au Britannique Marcus Mepstead, tireur qualifié à la 64e et dernière position du tableau, mais qui a éliminé la tête de série no 1 Alessio Foconi. Le match est à sens unique et Lefort décroche son premier titre mondial individuel en s'imposant 15-6.
Lors des Jeux olympiques de 2020, il termine 5e en individuel et remporte le titre par équipes en compagnie d'Erwan Le Péchoux, Julien Mertine et Maxime Pauty. Après les Jeux, disputés en 2021, les éditions Blacklephant lui proposent de publier une série de mangas inspirée de son parcours dont le premier tome sort l'année suivante.
Avec le report de ces Jeux d'un an, Lefort est toujours champion du monde en titre avant d'aborder les championnats du monde au Caire mais, tout comme Ysaora Thibus la veille, il ne semble pas favori de l'épreuve, sortant d'une saison sans podium. Tout comme Thibus, et comme en 2019, il est tête de série no 10 du tableau final mais contrairement à 2019, son parcours rencontre celui d'escrimeurs mieux classés que lui. Lefort alterne les larges victoires, contre Andriy Pohrebniak (15-2) au premier tour et Gergő Szemes (15-3) en quart de finale, et des scores très serrés. Par trois fois il l'emporte par 15 touches à 14, une première fois au deuxième tour contre Daniël Giacon, en étant revenu d'un retard de 1-10 et de 12-14 ; puis contre la tête de série no 11 Nick Itkin en demi-finale en marquant les deux dernières touches du match. L'ultime victoire sur le score de 15-14 arrive en finale, contre la révélation italienne de la saison Tommaso Marini, double vainqueur en coupe du monde et récent médaillé d'argent européen. Dans cet assaut, Lefort compte un avantage de six touches (10-4) puis mène 14-11 à une touche de la victoire, mais voit à deux reprises le jeune Italien égaliser à 10-10 puis 14-14. En touche décisive, Lefort touche une première fois mais, ayant dépassé son adversaire, le point ne lui est pas accordé. Lors de la phrase d'armes suivante, il parvient à attirer l'attaque de l'Italien, conclut le match d'une parade-riposte bien exécutée et conquiert pour la deuxième fois consécutive le titre de champion du monde. Il est ensuite médaillé de bronze en fleuret par équipes.
Lefort est vice-champion d'Europe en 2023 à Plovdiv ainsi que par équipes (dans le cadre des Jeux européens de 2023) la même année à Cracovie,.

### Vie professionnelle
Enzo Lefort fait partie de la sélection de l’armée des champions. Il fait officiellement partie de l’armée de l'air au sein de l'historique bataillon de Joinville.
Il devient en septembre 2014 médiateur social pour le bailleur social Logirep.
En 2024, il est membre du grand jury de la 51e édition du Festival d'Angoulême.

## Palmarès

### Junior
- Championnats du monde junior
  - 2010 : 6e en individuel
  - 2010 :  médaillé de bronze par équipes
  - 2011 :  médaillé de bronze par équipes

- Coupes du monde junior
  - vainqueur par deux fois en individuel
- Championnats de France junior
  - 2010 :  Champion de France individuel
  - 2011 :  Champion de France individuel

### Senior
- Jeux olympiques

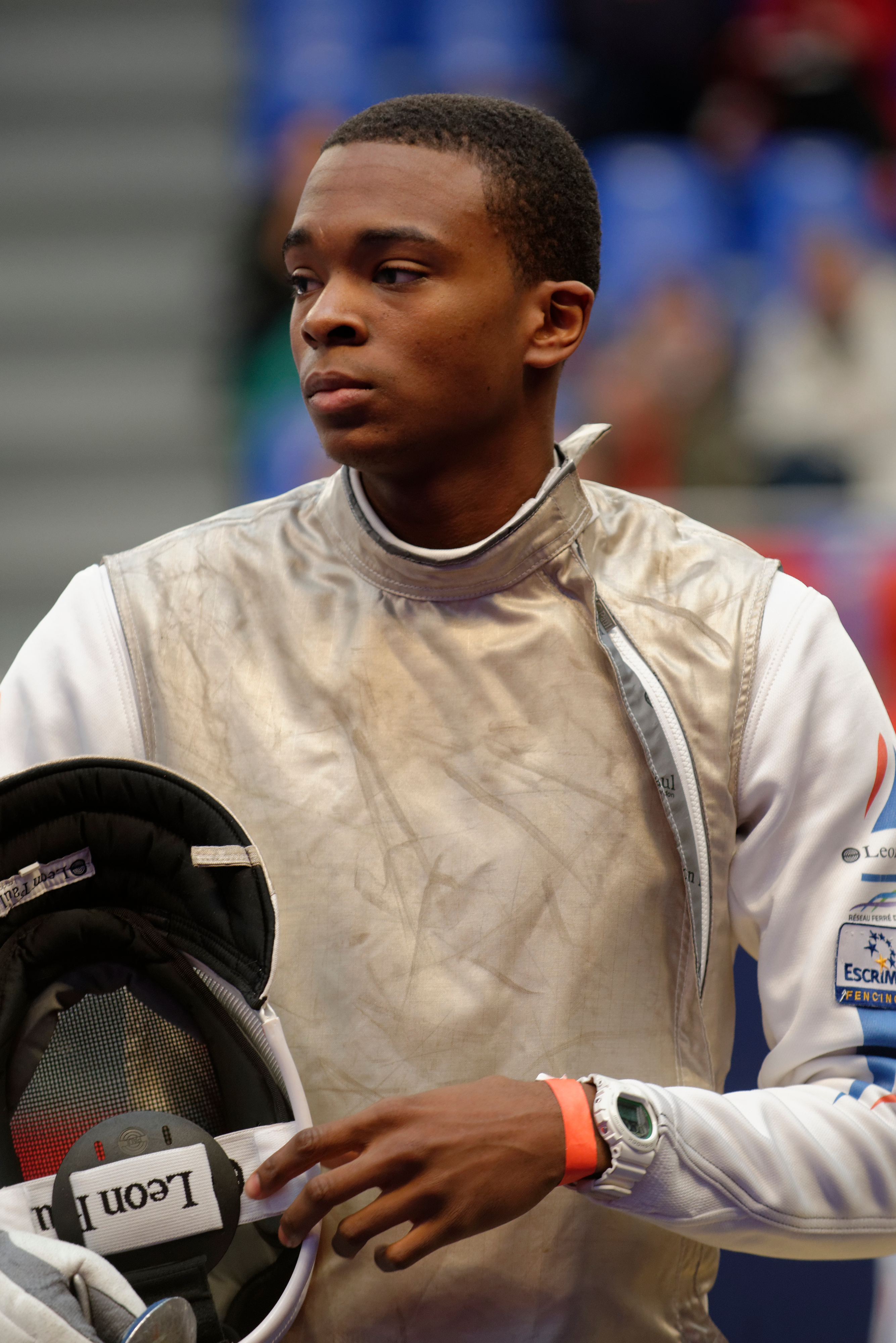
Enzo Lefort en 2014.

  -  Médaille d'or au fleuret par équipes aux Jeux olympiques d'été de 2020
  -  Médaille d'argent au fleuret par équipes aux Jeux olympiques d'été de 2016
  -  Médaille de bronze au fleuret par équipes aux Jeux olympiques d'été de 2024

- Championnats du monde
  - 2023 :  médaillé de bronze individuel
  - 2022 :  médaillé d'or individuel
  - 2022 :  médaillé de bronze par équipes
  - 2019 :  médaillé d'or individuel
  - 2019 :  médaillé d'argent par équipes
  - 2017 :  médaillé de bronze par équipes
  - 2014 :  médaillé d'or par équipes
  - 2014 :  médaillé de bronze individuel
  - 2013 :  médaillé de bronze par équipes

- Championnats d'Europe
  - 2024 :  médaillé d'or par équipes
  - 2023 :  médaillé d'argent individuel
  - 2023 :  médaillé d'argent par équipes (dans le cadre des Jeux européens de 2023)
  - 2019 :  médaillé d'or par équipes
  - 2019 :  médaillé de bronze individuel
  - 2017 :  médaillé d'or par équipes
  - 2015 :  médaillé d'or par équipes
  - 2014 :  médaillé d'or par équipes
  - 2012 :  médaillé d'argent par équipes

- Jeux Méditerranéens
  - 2013 :  2e en individuel

- Universiades
  - 2013 :  médaillés de bronze par équipes

- Jeux mondiaux militaires
  - 2019 à Wuhan :  Médaille d'argent en fleuret par équipes[8].

- Master de fleuret Melun Val de Seine
  -  Finaliste en 2013
  -  3e en 2014

- Coupes du Monde
  - 2014 :  Vainqueur du Challenge International de Paris
  - 2014 :  Finaliste du Grand Prix de St Pétersbourg (RUS)
  - 2014 :  Finaliste du Grand Prix de Venise (ITA)
  - 2014 :  3e de la Coupe du Monde de la Havane (CUB)
  - 2014 :  3e de la Coupe du Monde de Tokyo (JPN)
  - 2015 :  3e du Challenge International de Paris

- Championnats de France
  - 2023 :  Champion de France par équipes
  - 2019 :  Vice champion de France par équipes
  - 2018 :  Champion de France individuel
  - 2017 :  Champion de France individuel
  - 2015 :  Champion de France individuel
  - 2012 :  Champion de France individuel
  - 2012 :  Champion de France par équipes
  - 2019 :  Vice-champion de France par équipes
  - 2018 :  Vice-champion de France par équipes
  - 2017 :  Vice-champion de France par équipes
  - 2016 :  médaillé de bronze individuel
  - 2014 :  médaillé de bronze individuel
  - 2014 :  médaillé de bronze par équipes

## Publications
- Enzo T1, manga, coécrit avec Tony Lourenço, illustrations de Madana, Blacklephant éditions, 2022,  (ISBN 978-2-493-04314-6)
- Enzo T2, coécrit avec Tony Lourenço, illustrations de Madana, Blacklephant éditions, 2024,  (ISBN 978-2-493-04336-8)

## Distinctions
- Chevalier de l'ordre national du Mérite le 1er décembre 2016[9]
- Chevalier de la Légion d'honneur (2021)[10]